# Lucas Farach
Lucas Hernán Farach (Buenos Aires, 3 ottobre 1991) è un giocatore di calcio a 5 argentino.

## Carriera
Farach ha iniziato a giocare a calcio a 5 nel 2007 con il Kimberley, tra le cui file ha trascorso l'intera carriera eccetto una stagione in prestito al Parque e una al Boca Juniors. Ha debuttato nella Nazionale di calcio a 5 dell'Argentina nel 2015 ma ha dovuto attendere la Coppa del Mondo 2021 (convocato come riserva di Sarmiento) per partecipare a un torneo internazionale.

## Palmarès
- Campionato argentino: 2
Kimberley: 2015 (A), 2016